# Twin Falls Idaho
Twin Falls Idaho es una película estadounidense de 1999, estrenada en el Festival de Cine de Auckland (Nueva Zelanda). Protagonizada y escrita por los hermanos Polish, Mark y Michael, este último también se encargó de su dirección.

## Sinopsis
Dos siameses, Francis y Blake Falls, viven en la habitación de un pequeño hotel de mala muerte compartiendo sus órganos, pero uno de ellos sufre una enfermedad que hace que uno mantenga la salud y que el otro se encuentre gravemente enfermo.
Un día deciden llamar a una prostituta llamada Penny, quien al ver a los siameses sale corriendo aterrorizada, durante su huida olvida su bolso en la habitación y tiene que regresar a recogerlo. Cuando vuelve, los siameses entienden que esté asustada ya que llevan viviendo con ello toda su vida y con resignación comprenden el miedo de la prostituta.
Al empezar a conocerlos, Penny entra en la vida de los siameses para intentar ayudarles en todo lo posible, ya que al tranquilizarse ellos le explican la enfermedad que uno de ellos padece y que hace peligrar la vida de los hermanos Falls.

## Reparto
- Mark Polish como Blake Falls.
- Michael Polish como Francis Falls.
- Michele Hicks como Penny (prostituta).
- Jon Gries como el abogado Jay Harrison.
- Patrick Bauchau como el doctor Miles.
- Garrett Morris como Jesus.
- William Katt como cirujano.
- Lesley Ann Warren como Francine.
- Teresa Hill como Sissy.
- Robert Beecher como D'Walt (operario del ascensor).
- Jill Andre como camarera.
- ANT como Tre.
- Holly Woodlawn como el hombre de la fiesta.
- Sasha Alexander como Miss América.
- Socorra Mora como Guadalupe.
- Mary-Pat Green como enfermera.
- Patty Maloney como June.

## Premios y nominaciones

### Premios ALMA
| Año  | Categoría                      | Resultado |
| ---- | ------------------------------ | --------- |
| 2000 | Mejor Director de Largometraje | Nominada  |

### Festival Internacional de Cine de Atenas
| Año  | Categoría              | Resultado |
| ---- | ---------------------- | --------- |
| 1999 | Premio de la audiencia | Ganadora  |

### Festival de cine estadounidense de Deauville
| Año  | Categoría                  | Resultado |
| ---- | -------------------------- | --------- |
| 1999 | Premio especial del jurado | Ganadora  |
| 1999 | Trofeo Fun Radio           | Ganadora  |
| 1999 | Premio CinéLive            | Ganadora  |
| 1999 | Gran premio especial       | Nominada  |

### Premios Gotham
| Año  | Categoría      | Resultado |
| ---- | -------------- | --------- |
| 1999 | Mejor película | Nominada  |

### Premios Independent Spirit
| Año  | Categoría                                | Resultado |
| ---- | ---------------------------------------- | --------- |
| 2000 | Mejor película de más de 500.000 dólares | Nominada  |
| 2000 | Mejor fotografía                         | Nominada  |

### Festival Internacional de Cine de Estocolmo
| Año  | Categoría         | Resultado |
| ---- | ----------------- | --------- |
| 1999 | Caballo de bronce | Nominada  |

### Festival Internacional de Cine de Tokio
| Año  | Categoría            | Resultado |
| ---- | -------------------- | --------- |
| 1999 | Gran Premio de Tokio | Nominada  |

### National Board of Review
| Año  | Categoría                                  | Resultado |
| ---- | ------------------------------------------ | --------- |
| 1999 | Premio especial a la excelencia en el cine | Ganadora  |